# Franská Alba
Franská Alba někdy také Franský Jura (německy Fränkische Alb nebo Frankenalb), hovorově (zejména horolezci) běžně nazývaná Frankenjura a často jen Jura, je pohoří v jižním Německu. Rozkládá se mezi Mohanem a Dunajem, na jihozápadě sousedí se Švábskou Albou, na jihovýchodě s Bavorským lesem. Jedná se o středohoří dosahující nadmořské výšky nejčastěji 400–600 m, jeho nejvyšším bodem je vrchol Hesselberg (689 m).

## Členění
V německém členění má Fränkische Alb číslo D61, resp. podle starého systému 08. Podle staršího systému Emila Meynena se oblast dělí takto:
- 08 (=D61) Fränkische Alb (Franská Alba)
  - 080 Nördliche Frankenalb (Severní Franská Alba)
  - 081 Mittlere Frankenalb (Střední Franská Alba)
  - 082 Südliche Frankenalb (Jižní Franská Alba)

## Geologie a geografie
Franská Alba je budována vodorovně uloženými jurskými vápenci, které jsou částečně překryty křídovými usazeninami. Nachází se tu několik vápencových lomů. V severní části (v blízkosti Norimberka) je povrch značně členitý, proto se tato oblast označuje Franské Švýcarsko. Dalšími celky náležícími do systému jsou Hersbrucká Alba a Přírodní park Altmühltal. Délka protáhlého pohoří orientovaného S-J činí 190 kilometrů.
Vzhledem ke geologickým podobnostem byl v 19. století prosazován názor, že Franská Alba, Švábská Alba, Švýcarský a Francouzský Jura tvoří jediné pohoří; toto pojetí se ale neujalo a dnes se s ním setkáváme jen zřídka. Všechny tyto horské celky jsou sice tvořené z větší části usazeninami z mělkého tropického moře z období jury, ale zatímco v případě Franské a Švábské Alby (a menších přilehlých území ve Švýcarsku) jsou to jen rozlámané a vyzvednuté tabule, podstatná část Jury je ukázkově zvrásněná alpinským vrásněním. Obě Alby tedy patří do Jihoněmecké stupňoviny (Süddeutsches Schichtstufenland), zatímco Jura se už řadí k Alpám.

## Hydrologie
Pohořím prochází hlavní evropské rozvodí mezi Severním a Černým mořem. Vede tudy průplav Rýn–Mohan–Dunaj (Main-Donau-Kanal). Významnějšími řekami jsou na severu Pegnitz, Rednitz a Regnitz, na jihu Altmühl.

## Ochrana území
Jižní část Franské Alby severně od města Ingolstadt je chráněna jako Naturpark Altmühltal, v severní části Franské Alby mezi městy Bayreuth, Bamberk a Erlangen se nachází Naturpark Fränkische Schweiz-Veldensteiner Forst.